# Theotimius rhodesianus
Theotimius rhodesianus là một loài bọ cánh cứng trong họ Bọ hung (Scarabaeidae).